# Aatxe
Aatxe (que significa vedell en basc i que també s'anomena Aatxegorri, vedell vermell) és un esperit del camp de la mitologia basca. La seva traducció literal significa "Bou Jove" i a vegades és conegut amb el nom d'Etsai. És un esperit de les coves que adopta la forma d'un vedell vermell però que es un ésser cambiaformes que a vegades obté la forma d'un home. L'aatxe sorgeix a les nits, sobretot quan hi ha tempesta. Ataca a la gent malvada. A més a més, a vegades protegeix a la gent quan està en perill.
Es presenta com un representant de la deessa Mari, de la qual és un servidor. Es creu que habita en coves, a on hi ha dibuixos o gravats del Paleolític.

## Presentació

### Mari i Aatxe
Mari tot sovint és considerada com una divinitat femenina, dona elegant amb peus particulars : peus de cabra, d'ocells, etc. És polimorfe, normalment en forma de toro, vaca i de vegades el boc i normalment està sota la influència d'una fetillera. A la majoria de les civilitzacions hi ha déus amb formes d'animals. Normalment Mari se situa a una gruta de la muntanya Anboto a Biscaia.

### Costums pagans
A l'època romana era generalitzada la pràctica de la mitologia basca era generalitzada tal com es constata a les grutes d'Isturitz, de Goikolau, de Santimamiñe de Sagastigorri, de Covairada i de Covairada i a moltes peces de moneda romanes. Segons el costum a l'època, es tirava diners a aquests llocs per a assegurar-se la protecció dels genis dels cavernes.

### Representativitat i llocs
A la mitologia basca, hi ha certs animals que tenen una importància particular. Molts genis adopten diverses figures d'animals, principalment de cavalls, toros, vaques, cabres, bucs, ovelles, xais, el porc o el gos. Viuen habitualment a grutes del País basc. Sovint, prenen forma de revelació sobrenatural, de presagis o de divinitat poderosa (cf. Mari). Cal precisar que la gruta estava connectada a la casa de forma simbòlica a més a més també apareixen en les llegendes de camins subterranis.
Cal esmentar que Aatxe habita generalment en coves (Laminazilo d'Isturitz, Lezia de Sare, Akelarre de Zugarramurdi, Aitzbitarte de Errenteria, Bolikoba de Abadiano, Santimamiñe de Kortezubi i Balzola de Dima), a on hi ha dibuixos o gravats paleolítics que respresenten toros, bisons, cavalls, cérvols, cabres, porcs, etc, o es troba en materials arqueològics de l'època.
Baradiaran afirma que els dibuixos de la mitologia basca que es troben a cavernes són els mateixos que els que apareixen pintats i gravats pels homes de l'època magdaleniana o d'èpoques posteriors sobre els murs i els objectes a les diferents grutes del País basc.

## Etimologia

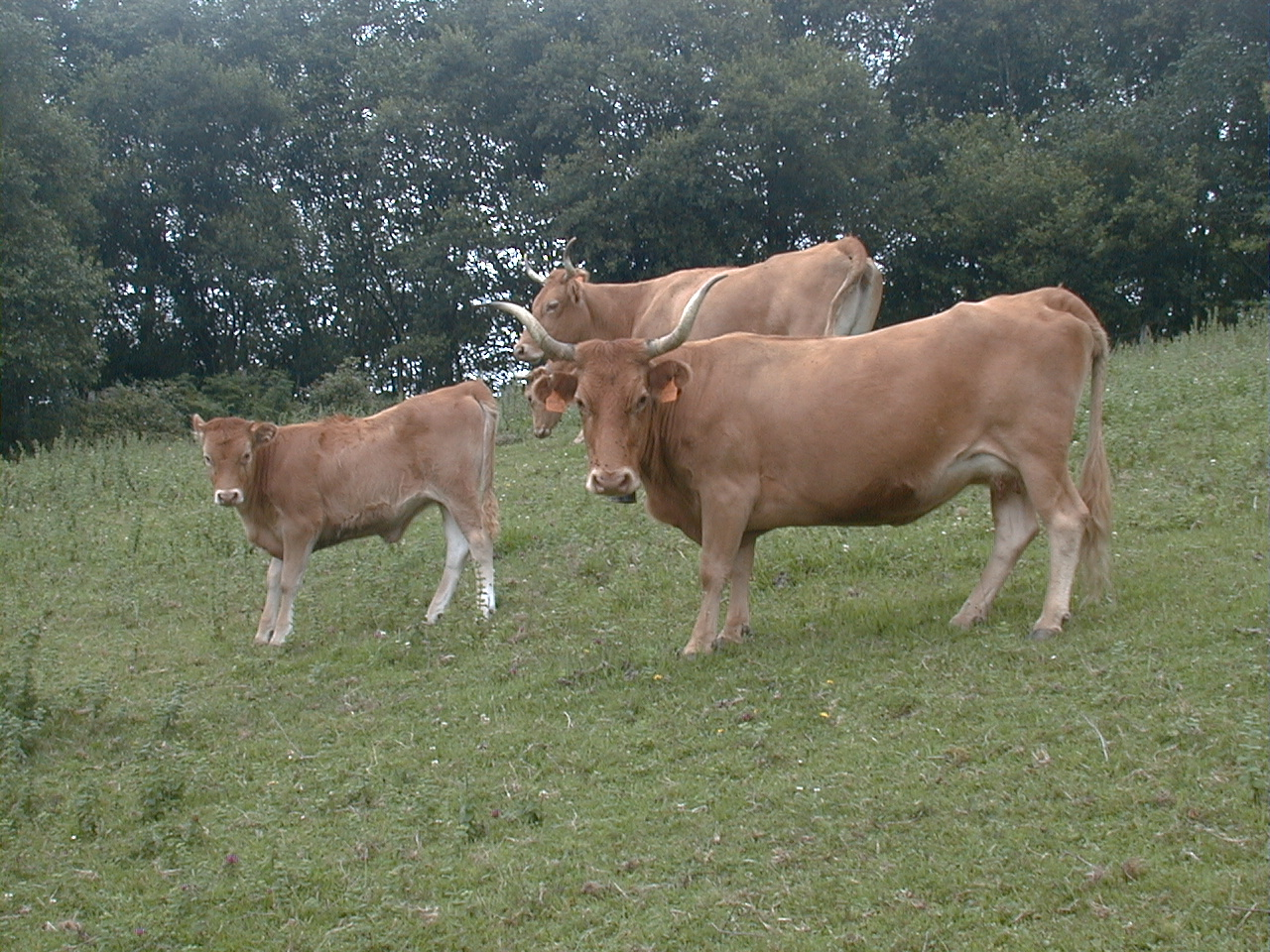
La Betizu i el seu vedell vermell, raça bovina del País basc.

Aatxe significa « vedell » en basc. Pot arribar que es tradueixi per « toro jove » però és un error de traducció. Toro es diu zezen ([sséssène]) en basc.

## En la cultura popular
En la franquícia dels videojocs Guild Wars els aatxes són uns monstres de sombra.
El 12 de desembre de 2014 es van introduir els aatxes al joc d'smartphone Disco Zoo.
En la pel·lícula The Last Unicorn de 1982 hi apareix un monstre anomenat Red Bull que té moltes similituds amb els aatxes. Són éssers que viuen en coves que només emergeixen del seu territori a la nit. El personatge del Príncep Lir els descriu com a fantasmes.